# مقاطعة أميت (ميسيسيبي)
مقاطعة أميت هي مقاطعة في مسيسيبي، بلغ عدد سكانها 13٬131  نسمة، في 2010، عاصمتها ليبرتي، تبلغ مساحتها 1٬895 كيلومتر مربع.

## معرض صور

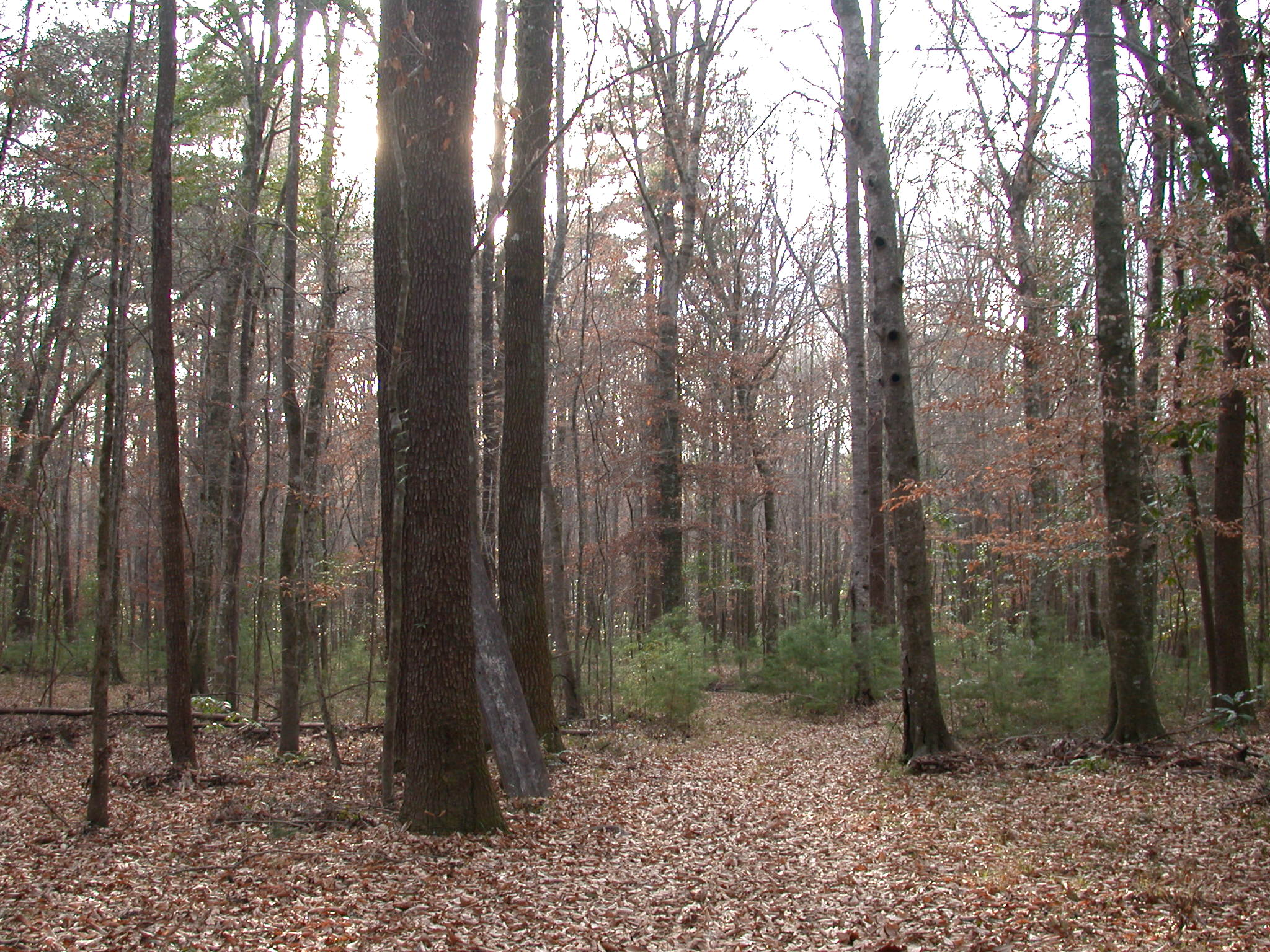
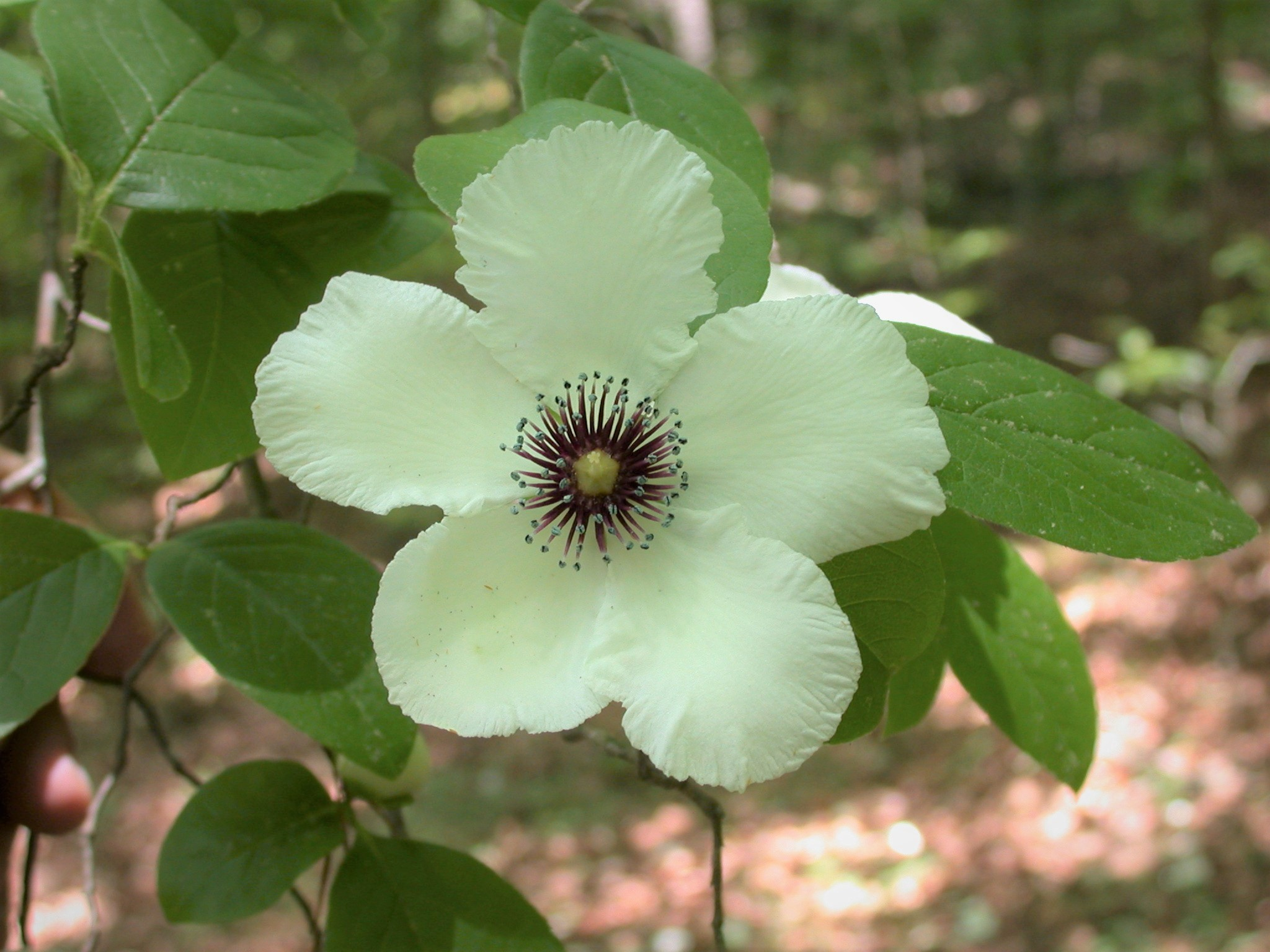
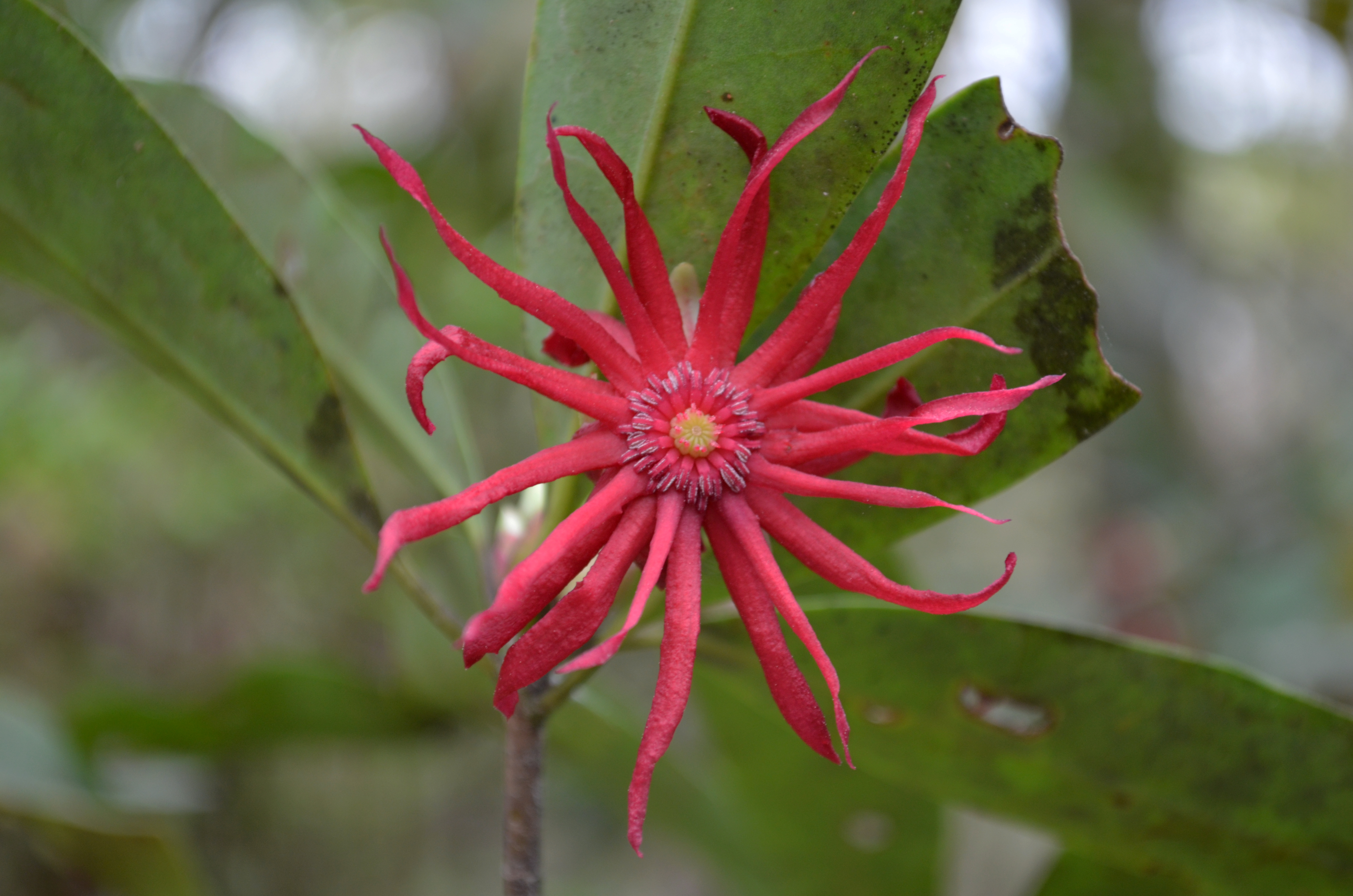

## الموقع
تشترك في الحدود مع:
- مقاطعة فرانكلين (ميسيسيبي).

## التقسيمات الإدارية
- ليبرتي.